# Macrosolen bidoupensis
Macrosolen bidoupensis hay đại cán bidoup là một loài tầm gửi được các nhà khoa học Đại học Kyushu, Viện Sinh học Nhiệt đới, Đại học quốc lập Đài Loan, đại học Ryukyus, Đại học Kyoto phát hiện ở khu vực Vườn quốc gia Bidoup Núi Bà, tỉnh Lâm Đồng, Miền Nam Việt Nam, công bố trên tạp chí PhytoKeys ngày 5/6/2017.

## Phát hiện và đặt tên
Tên loài được đặt theo địa danh thu thập mẫu vật.